# Шугар-Гроув (Пенсільванія)
Шугар-Гроув (англ. Sugar Grove) — місто (англ. borough) в США, в окрузі Воррен штату Пенсільванія. Населення — 564 особи (2020).

## Географія
Шугар-Гроув розташований за координатами 41°59′1″ пн. ш. 79°20′23″ зх. д. / 41.98361° пн. ш. 79.33972° зх. д. (41.983663, -79.339587).  За даними Бюро перепису населення США в 2010 році місто мало площу 2,90 км², уся площа — суходіл.

## Демографія
Згідно з переписом 2010 року, у селищі мешкало 614 осіб у 227 домогосподарствах у складі 169 родин. Густота населення становила 212 осіб/км².  Було 245 помешкань (84/км²).
Расовий склад населення:
| - 96,6 % — білих - 0,8 % — чорних або афроамериканців - 0,5 % — азіатів - 0,2 % — вихідців з тихоокеанських островів - 0,2 % — корінних американців |

До двох чи більше рас належало 1,8 %. Частка іспаномовних становила 0,0 % від усіх жителів.
За віковим діапазоном населення розподілялося таким чином: 25,7 % — особи молодші 18 років, 60,0 % — особи у віці 18—64 років, 14,3 % — особи у віці 65 років та старші. Медіана віку мешканця становила 37,8 року. На 100 осіб жіночої статі у селищі припадало 98,1 чоловіків;  на 100 жінок у віці від 18 років та старших — 103,6 чоловіків також старших 18 років.
Середній дохід на одне домашнє господарство  становив 68 852 долари США (медіана — 46 406), а середній дохід на одну сім'ю — 80 551 долар (медіана — 61 500). За межею бідності перебувало 4,0 % осіб, у тому числі 5,0 % дітей у віці до 18 років та 3,8 % осіб у віці 65 років та старших.
Цивільне працевлаштоване населення становило 248 осіб. Основні галузі зайнятості: виробництво — 31,5 %, освіта, охорона здоров'я та соціальна допомога — 19,8 %, роздрібна торгівля — 16,9 %.